# Kathleen M. Adams
Kathleen M. Adams (ur. 1957) – amerykańska antropolog, profesor antropologii na Uniwersytecie Loyola w Chicago.
Ogłosiła szereg książek, m.in.: Art as Politics: Re-crafting Identities, Tourism and Power in Tana Toraja,  Indonesia (2006), Home and Hegemony: Domestic Work and Identity Politics in South and Southeast Asia (współautorstwo, 2000), Everyday Life in Southeast Asia (współautorstwo, 2011). Publikuje na łamach czasopism „American Ethnologist”, „Museum Anthropology”, „Cultural Survival Quarterly”, „Ethnology”, „Annals of Tourism Research”.
Doktorat z antropologii uzyskała na Uniwersytecie Waszyngtońskim.